# Cartelègue
Cartelègue är en kommun i departementet Gironde i regionen Nouvelle-Aquitaine i sydvästra Frankrike. Kommunen ligger i kantonen Blaye som tillhör arrondissementet Blaye. År 2022 hade Cartelègue 1 297 invånare.

## Befolkningsutveckling
Antalet invånare i kommunen Cartelègue
Referens:INSEE